# عضلة موترة للفافة العريضة

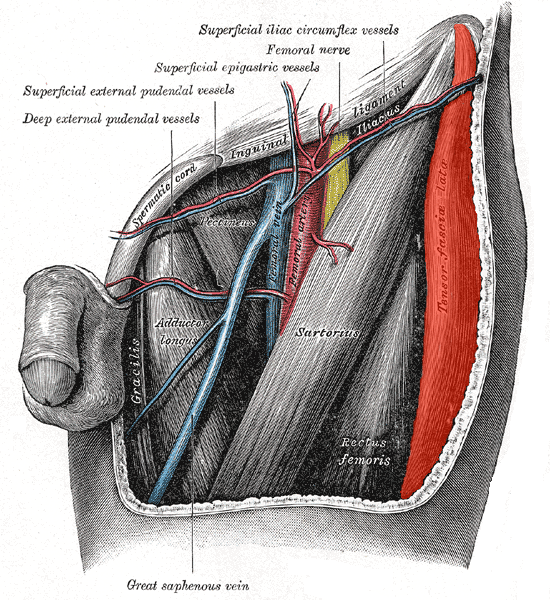
العضلة الموتر للفافة العريضة.

العضَلة المُوتِرة للفافَة العَريضة (باللاتينية: Musculus tensor fasciae latae) هي عضلة من عَضلات الطَرف السُفلي لِجسم الإنسان .

## المَنشأ
تَنشأ العَضلة من الحافة الخارِجية للعُرف الحَرقَفي بين حُديبة العرف الحَرقفي والشوكة الحَرقفية الأَمامية العُلوية.

## المَغرس
تَنغرس هذه العَضلة في الشَّريط الحَرقَفيُ الظُنبوبِي (السَبيل الحَرْقفيُ الظُنبوبي) (Iliotibial tract).

## العَصب
يَتصل بِها الشِريان الألوي العُلوي.

## الحَركة
تُمارس السَحب على الشَّريطُ الحَرْقَفِيُّ الظُّنْبوبِيّ (السَّبيلُ الحَرْقَفِيُّ الظُّنْبوبِيّ)(Iliotibial tract)، كما تُساعد في الحفاظ على مِفصل الرُكبة أثناء التُمدد.

## معرض صور

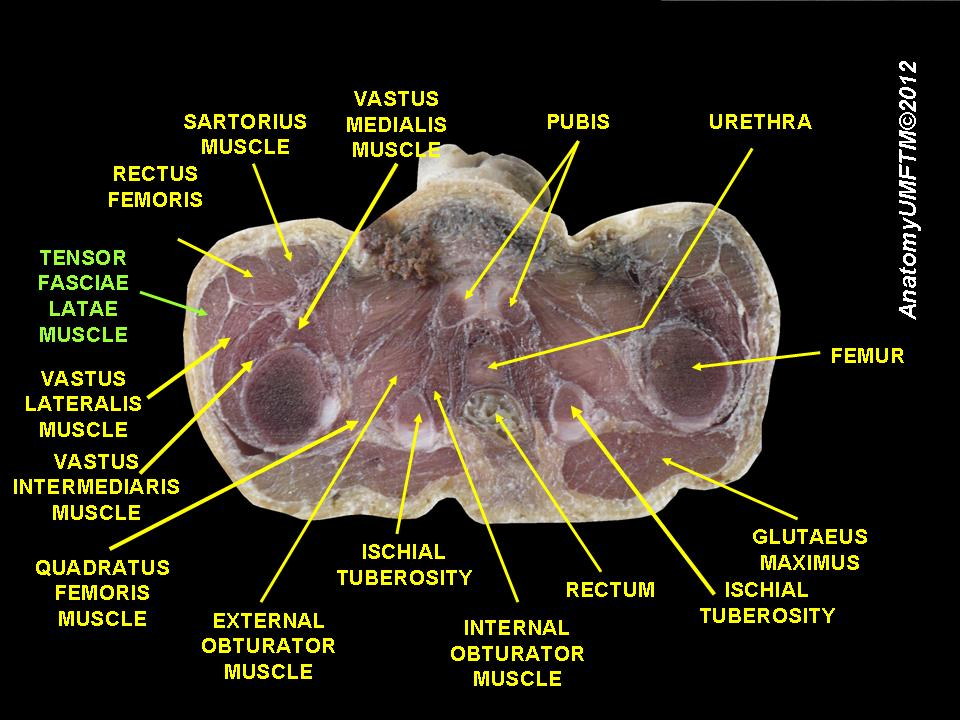
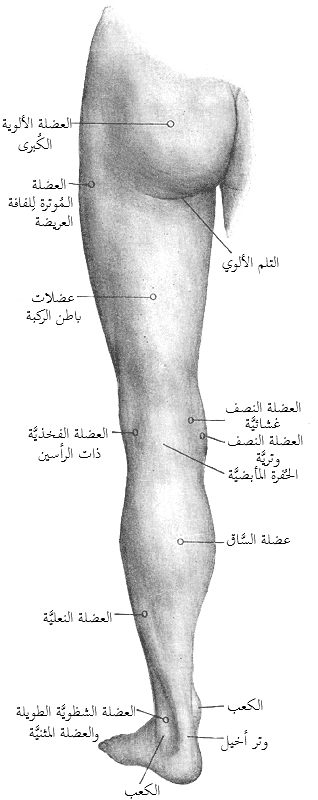
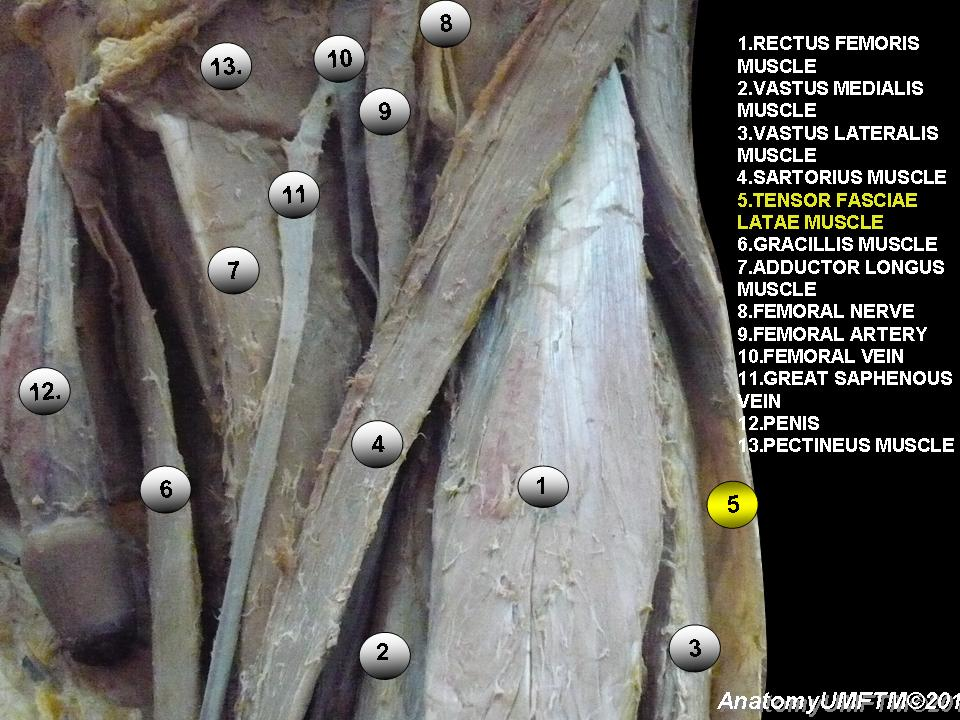
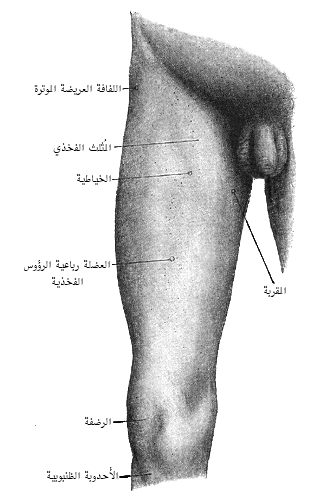
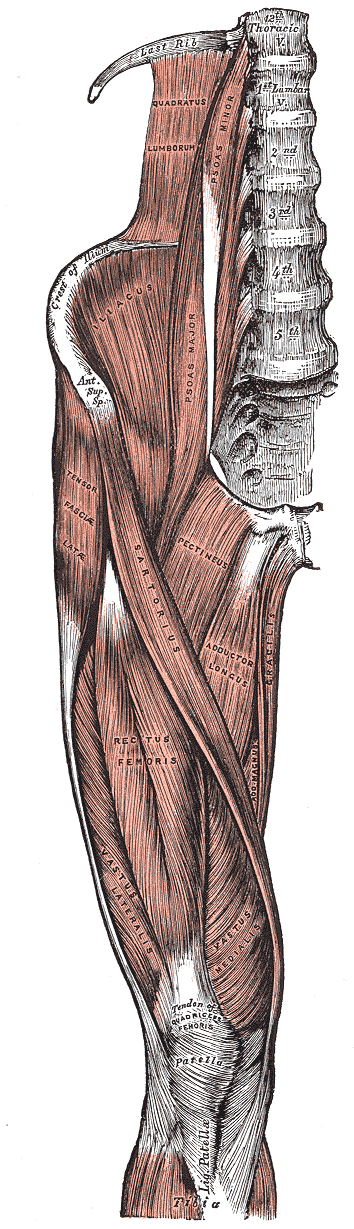